# Circulation
Circulation – wiodące naukowe czasopismo kardiologiczne o zasięgu międzynarodowym; wydawane w Stanach Zjednoczonych od 1950. Oficjalny organ American Heart Association. Tygodnik.
Czasopismo jest częścią rodziny tytułów naukowych wydawanych przez American Heart Association/American Stroke Association (AHA/ASA). Pokrewne czasopisma wydawane przez AHA/ASA to: „Arteriosclerosis, Thrombosis, and Vascular Biology", „Circulation Research", „Hypertension", „Stroke", „JAHA – Journal of the American Heart Association", „Circulation: Arrhythmia and Electrophysiology", „Circulation: Cardiovascular Genetics", „Circulation: Cardiovascular Imaging", „Circulation: Cardiovascular Interventions", „Circulation: Cardiovascular Quality and Outcomes" oraz „Circulation: Heart Failure". Kwestie wydawniczo-techniczne tytułu leżą w gestii medycznej marki wydawniczej Lippincott Williams & Wilkins, która należy do koncernu Wolters Kluwer. 
Tygodnik jest recenzowany. Rocznie publikuje łącznie około 6 500 stron. Zaakceptowane do publikacji prace stanowią 7% wszystkich nadesłanych (2017). Czasopismo publikuje oryginalne raporty kliniczne oraz istotne laboratoryjne na temat wszystkich aspektów chorób sercowo-naczyniowych. Publikowane badania kliniczne pochodzą z różnych gałęzi medycyny, m.in. epidemiologii, chirurgii, patologii, radiologii i pokrewnych.
Pismo ma współczynnik wpływu impact factor (IF) wynoszący 19,309 (2016) oraz wskaźnik Hirscha równy 538 (2017). W międzynarodowym rankingu SCImago Journal Rank (SJR) mierzącym wpływ, znaczenie i prestiż poszczególnych czasopism naukowych „Circulation" zostało sklasyfikowane na 2. miejscu (zaraz za „Journal of the American College of Cardiology”) wśród czasopism z dziedziny kardiologii i medycyny sercowo-naczyniowej (na podstawie średniej liczby ważonych cytowań w latach 2013–2015). W polskich wykazach czasopism punktowanych przez Ministerstwo Nauki i Szkolnictwa Wyższego czasopismo otrzymywało w latach 2013-2016 maksymalną liczbę punktów, po 50.
Czasopismo jest indeksowane w BIOSIS, CAB Abstracts, Chemical Abstracts, Current Contents, EMBASE oraz MEDLINE.
Redaktorami naczelnymi (ang. editor-in-chief) „Circulation" byli kolejno:
- Thomas M. McMillan, 1950-56
- Herrman L. Blumgart, 1956-66
- Howard B. Burchell, 1966-71
- Charles K. Friedberg, 1971-72
- Ephraim Donoso, 1972-73
- Eugene A. Stead, 1973-78
- Elliot Rapaport, 1978-83
- Burton E. Sobel, 1983-88
- John Ross Jr., 1988-93
- James T. Willerson, 1993-2004
- Joseph Loscalzo, 2004-16
- Joseph A. Hill, 2016-